# 小行星4106
小行星4106（英語：4106 Nada）是一颗围绕太阳公转的小行星。1989年3月6日，T. Nomura、K. Kawanishi在Minami-Oda发现了此天体。
这颗小行星的绝对星等为190.5185096206135等。